# Vinzenz von Ligerz
Vinzenz von Ligerz (französisch Vincent de Gléresse; * um 1534; † 1610 in La Neuveville; heimatberechtigt ebenda) war Neuenburger Staatsrat. Er begründete die Neuveviller Linie der jüngeren Familie Ligerz.

## Leben und Wirken
Vinzenz von Ligerz wurde um 1534 geboren. Seine Eltern waren der Maire (1531–1552) Peter(mann) von Ligerz und Isabelle, Tochter des Pierre Wallier. Er heiratete um 1555 Helene, Tochter des Beat von Luternau. Wie zuvor sein Vater war er von 1574 bis 1610 Kastlan des Schlossbergs und Maire der Stadt. Zuletzt wurde Ligerz 1597 Neuenburger Staatsrat. Sein Sohn Petermann von Ligerz wurde 1610 sein Nachfolger.
Ligerz liess 1578 das Hôtel de Gléresse in La Neuveville umbauen. Es blieb bis 1804 im Familienbesitz, wurde 1952 vom Kanton Bern zurückgekauft und als Sitz des Regierungsstatthalters genutzt.

## Belege
1. 1 2  André Imer: Vinzenz von Ligerz. In: Historisches Lexikon der Schweiz.  6. Dezember 2005.

| Personendaten    | Personendaten          |
| ---------------- | ---------------------- |
| NAME             | Ligerz, Vinzenz von    |
| KURZBESCHREIBUNG | Neuenburger Staatsrat  |
| GEBURTSDATUM     | 1534                   |
| STERBEDATUM      | 1610                   |
| STERBEORT        | La Neuveville, Schweiz |